# Murder, My Sweet
Murder, My Sweet (estrenada como Farewell, My Lovely en el Reino Unido; titulada El enigma del collar en Hispanoamérica e Historia de un detective en España) es una película de cine negro estadounidense de 1944, dirigida por Edward Dmytryk y protagonizada por Dick Powell, Claire Trevor y Anne Shirley (en su última película antes de retirarse). La película está basada en la novela Farewell, My Lovely de Raymond Chandler de 1940. Fue la primera película en presentar al personaje principal de Chandler, el duro detective privado Philip Marlowe.
Murder, My Sweet es, junto con Double Indemnity, una de las primeras películas de cine negro y una influencia clave en el desarrollo del género.

## Sinopsis
Cegado temporalmente y con los ojos vendados, el detective privado Philip Marlowe es interrogado por el teniente de policía de Bay City, Randall, sobre dos asesinatos.
Marlowe cuenta cómo fue contratado por Moose Malloy para localizar a su exnovia, Velma Valento. Van a Florian's, el club nocturno donde Velma trabajó por última vez como cantante, pero nadie la recuerda. Marlowe sigue la pista de Jessie Florian, la viuda alcohólica del antiguo dueño del club nocturno, quien, borracho, deja escapar que Velma está muerta.
A la mañana siguiente, Lindsay Marriott aparece en la oficina de Marlowe y ofrece $100 si Marlowe actúa como su guardaespaldas cuando actúa como intermediario para pagar un rescate por algunas joyas robadas. Durante el trabajo, un agresor desconocido deja inconsciente a Marlowe. Cuando Marlowe vuelve en sí, ve a una mujer joven que le ilumina la cara con una linterna y huye. No encuentra el dinero, y Marriott ha sido brutalmente asesinado con repetidos golpes de una cachiporra. Cuando Marlowe informa del asesinato, la policía le pregunta si conoce a Jules Amthor y le advierte que no interfiera en el caso.

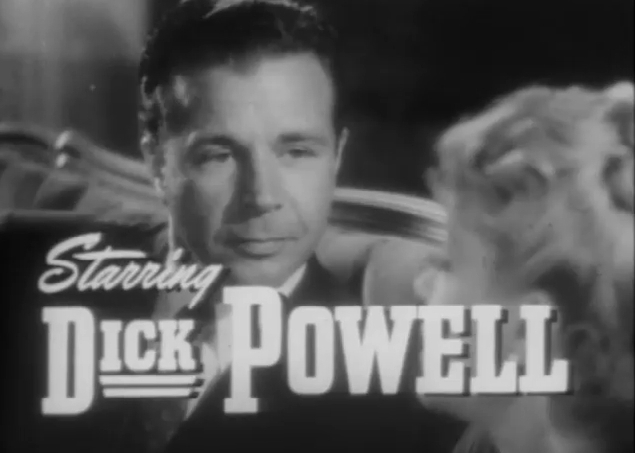
Escena del tráiler

Ann Grayle intenta sacarle información a Marlowe sobre el asesinato. Ella menciona que las joyas eran de jade y le presenta a su débil, anciano y rico padre, Leuwen Grayle, y a su seductora segunda esposa, Helen. Grayle colecciona los tipos de jade raro y estaba intentando recuperar un collar robado. Jules Amthor, un sanador psíquico que trató tanto a Helen como a Marriott, aparece justo cuando Marlowe se va. Helen retiene a Marlowe para tratar de recuperar el jade, pero Ann intenta sobornarlo para que no se meta.
Moose Malloy obliga a Marlowe a ir con él a encontrarse con Amthor. Amthor ha engañado a Moose haciéndole creer que Marlowe sabe dónde está Velma, o la está escondiendo, para que Moose haga su trabajo sucio. Amthor hace que Moose estrangule a Marlowe, y que el doctor Sonderberg lo drogue durante tres días y retenga al detective en su sanatorio, todo en un intento de saber dónde está el jade. Marlowe escapa y le cuenta a Moose cómo lo han engañado.

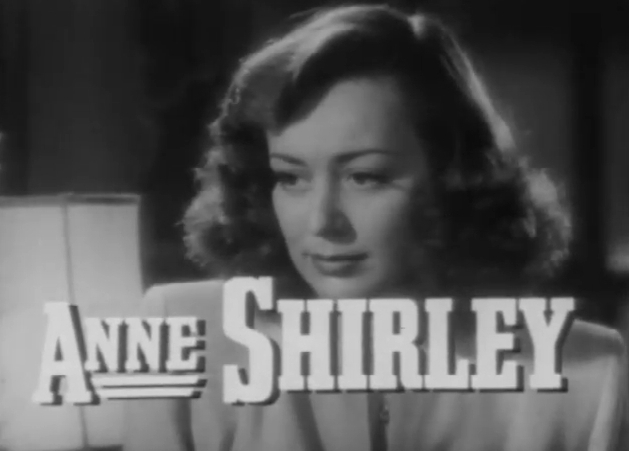
Escena del tráiler

Cuando Marlowe se entera de que la policía le había preguntado al padre de Ann sobre la casa familiar en la playa, que alquiló Marriott, Marlowe y Ann van allí, donde encuentran a Helen escondida de la policía. Ann se va para decirle a su padre dónde está su esposa desaparecida. Marlowe deduce que ella lo contrató solo para prepararlo para los interrogatorios de Amthor y que Ann estaba tratando de salvarlo de la trampa. Helen intenta atraer a Marlowe para que la ayude a asesinar a Amthor. Marlowe parece estar de acuerdo con su plan, pero ya encuentra a Amthor muerto. Moose está esperando a Marlowe en su oficina. Marlowe le muestra a Moose la foto de «Velma» que le tomó a Jessie y, como sospechaba, es una falsificación con la intención de despistar a cualquiera que busque a Velma. Marlowe le dice a Moose que permanezca oculto hasta la noche siguiente, cuando llevará a Moose a Velma.

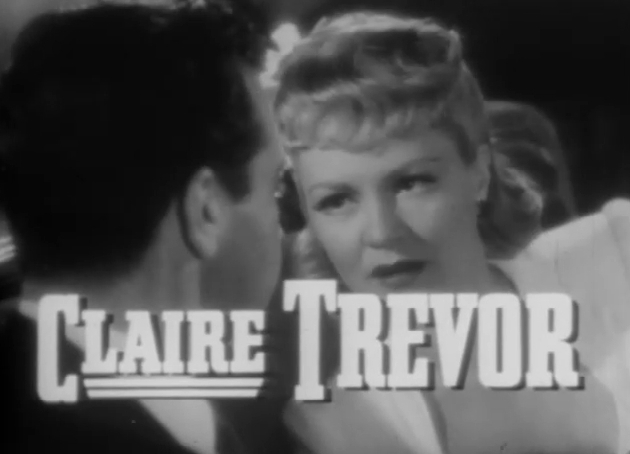
Escena del tráiler

En la casa de la playa, Marlowe hace que Moose espere afuera mientras se reúne con Helen para averiguar qué pasó con el collar, pero ella le apunta con un arma. Ella fingió el robo y el rescate para matar a Marlowe después de que Jessie Florian le avisara que estaba buscando a Velma. Helen mató a Marriott mientras Marlowe bajaba al cañón, y estaba a punto de matar a Marlowe cuando apareció Ann, preocupada de que su celoso padre pudiera estar tratando de matar a Marriott. Cuando Helen está a punto de dispararle a Marlowe, un Grayle enamorado aparece con Ann. Toma el arma de Marlowe y mata a Helen. Moose escucha el disparo y encuentra a su «Velma» muerta. Grayle admite haberle disparado a Helen, y Moose se lanza hacia Grayle, quien le dispara. Marlowe intenta interceder cuando el arma se dispara y queda cegado por el destello. Se disparan tres tiros más.
Concluida su historia, se le dice al detective privado ciego que Moose y Grayle se dispararon en una lucha por el arma de Marlowe. Marlowe es escoltado fuera del edificio por el detective Nulty, con Ann siguiéndolos y escuchando cada palabra. Marlowe expresa su atracción por Ann al detective. En el asiento trasero de un taxi, Marlowe, vendado, reconoce su perfume y se besan.

## Reparto
- Dick Powell como Philip Marlowe;

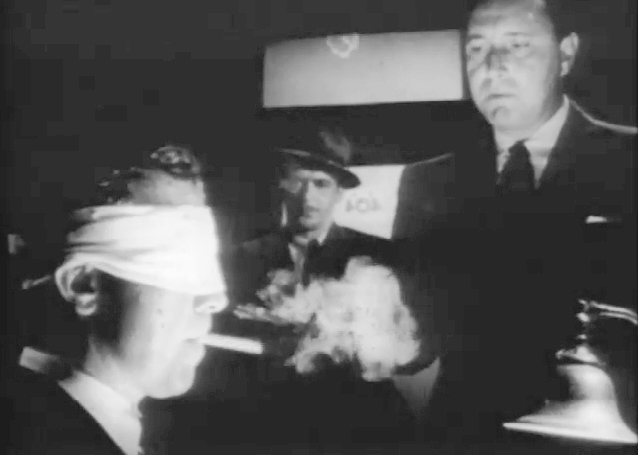
La escena inicial de la película: Marlow, el detective Nulty y el teniente Randall

- Claire Trevor como Helen Grayle/Velma Valento;
- Anne Shirley como Ann Grayle;
- Otto Kruger como Jules Amthor;
- Mike Mazurki como Moose Malloy;
- Miles Mander como el señor Grayle;
- Douglas Walton como Lindsay Marriott;
- Don Douglas como el teniente de policía Randall;
- Ralf Harolde como el doctor Sonderborg;
- Esther Howard como la señora Jessie Florian;
- John Indrisano como el chofer (secuaz de Amthor);
- Dewey Robinson como el nuevo jefe en Florian's (sin acreditar).

## Producción
Los derechos de Farewell, My Lovely fueron comprados por RKO Radio Pictures por $2000 dólares, y la novela proporcionó los elementos esenciales de la trama de The Falcon Takes Over, estrenada en 1942. También se había comprado otra de las novelas de Chandler, pero en 1944 ningún estudio había utilizado al detective privado antihéroe de Chandler, Philip Marlowe, como protagonista de una película. El jefe de estudio de RKO, Charles Koerner, reconoció el valor del personaje y del estilo de Chandler, y decidió utilizar los derechos que ya poseía RKO para hacer una verdadera adaptación de la novela. Pudo convencer a la gerencia de RKO para que hiciera una nueva versión del libro tan poco tiempo después de la anterior al señalar que el libro no precisaba demasiadas adaptaciones para proporcionar un guion.
Para Murder, My Sweet Koerner reunió a un equipo creativo que estaba listo para dar el salto desde las películas de serie B, específicamente el productor Adrian Scott y el director Edward Dmytryk; para Scott, la película fue la primera como productor. Koerner también revitalizó la carrera de Claire Trevor, que estaba haciendo wésterns en los que ocupaba el cuarto o quinto lugar del reparto, y pretendía que la película fuera un escaparate para la actriz, que interpretaba a una mujer fatal. En un momento dado, el estudio había considerado a Ann Dvorak para una de las protagonistas femeninas.
Tanto Shirley como Trevor intentaron convencer al estudio de que ambos deberían jugar «contra el tipo», con la perenne buena chica Shirley elegida como la femme fatale Helen, y Trevor elegida como la buena chica Ann, pero su presión no convenció al estudio.
Koerner también fue responsable de la transformación de Dick Powell de cantante a personaje duro. Powell había sido conocido en la década de 1930 y principios de la de 1940 por sus comedias ligeras y musicales, pero durante diez años había estado tratando de romper con ese encasillamiento, para el que sentía que era demasiado viejo; había querido interpretar el papel de Fred MacMurray en Double Indemnity. Koerner quería que Powell tuviera un contrato con RKO para hacer musicales, pero Powell solo firmaría si se le permitía hacer otro tipo de papeles, así que le ofreció a Powell la oportunidad que quería. Sin embargo, el productor Scott y el director Dmytryk se opusieron rotundamente a elegir a Powell (al igual que Chandler); Dmytryk escribió más tarde: «La idea del hombre que había cantado "Tiptoe Through the Tulips" interpretando a un duro detective privado estaba más allá de nuestra imaginación.» Powell tuvo que hacer una prueba de pantalla, como resultado de lo cual Koerner le ofreció un contrato de varias películas con el estudio. Después del éxito de la película, y considerando la calidad de la actuación de Powell, Koerner abandonó la idea de elegir a Powell para musicales y, en cambio, lo eligió para otros personajes duros y en películas de acción.
La actuación de Powell como Philip Marlowe es muy debatida por los fanáticos de Chandler y el cine negro; algunos lo encuentran demasiado ligero y cómico; mientras que otros la consideran la mejor interpretación de Marlowe en el cine. El propio Chandler, que al principio se había opuesto a elegir a Powell, dijo que le gustaba mucho, pero cambió su opinión después de ver a Marlowe interpretado por Humphrey Bogart en The Big Sleep.
Otro actor que tuvo que hacer una audición para obtener el papel que interpretó fue el exluchador profesional convertido en actor Mike Mazurki. Dmytryk quería que un verdadero actor interpretara el papel, pero Mazurki lo convenció en una discusión en la comisaría del estudio para que le diera una oportunidad; Powell lo ayudó en sus esfuerzos.
El guionista de la película, John Paxton, un exreportero y publicista cuyo único largometraje anterior había sido My Pal Wolf, una película sobre una niña y su perro, siguió de cerca la novela de Chandler, así como el consejo de Chandler: «Cuando tu trama llega a un inconveniente, que alguien entre por la puerta con un arma.» Algunos aspectos de la trama de Chandler tuvieron que ser minimizados debido al Código de Producción, como la homosexualidad de Marriott o el hecho de que Amthor y Sonderborg estaban proporcionando drogas a las élites de Los Ángeles. Otras partes de la novela, como un hilo argumental que involucra una flota de barcos de juego frente a la costa de Los Ángeles, se abandonaron por completo, pero no debido al Código: en la vida real, el mafioso Anthony Cornero dirigió una flota de este tipo fuera del límite de tres millas, y fue anfitrión de muchos de los promotores y personas influyentes de Hollywood, y existía la preocupación de atraer una atención no deseada hacia él. Finalmente, Florian's, el club al que Moose lleva por primera vez a Marlowe en su búsqueda de Velma, era originalmente un club con una clientela exclusivamente afroamericana ubicado en Central Avenue, en el corazón del distrito negro de Los Ángeles. Hacer el cambio significaba que las escenas en el club y con Jessie Florian no tendrían que cortarse cuando la película se distribuyera en los estados del sur.
Otro cambio realizado en la adaptación del libro a la película fue en el personaje de Ann Grayle. Originalmente era la hija de un policía honesto, pero cambiarla a la hijastra de la seductora de Trevor ayudó a mostrar las diferencias entre los dos tipos de mujeres.
Fue idea del productor Scott filmar la película como un flashback extendido, que mantuvo el estilo narrativo en primera persona del libro.
La producción de Murder, My Sweet se llevó a cabo del 8 de mayo al 1 de julio de 1944.  El rodaje del primer día fue tan agitado que Claire Trevor estaba con el vestido puesto mientras era cocido aún, a la vez que se preparaba la primera escena. Una persona de maquillaje no llegó a ir a tiempo, por lo que Trevor se maquilló ella misma. Durante los descansos entre escenas, Dick Powell entretenía a los otros actores con imitaciones de sí mismo como cantante al principio de su carrera cinematográfica.
El rodaje nocturno tuvo lugar en Hollywood Hills.

## Lanzamiento
La película se proyectó por primera vez el 18 de diciembre de 1944 en Mineápolis, Minnesota, con el título de Farewell, My Lovely, y también se proyectó en avances de Nueva Inglaterra con ese título. Una encuesta realizada por Audience Research Inc. indicó que los espectadores pensaron que el título sugería un musical de Dick Powell, por lo que se cambió el nombre de la película, lo que retrasó su estreno. Se inauguró en la ciudad de Nueva York el 8 de marzo de 1945 como Murder, My Sweet.

## Recepción
Murder, My Sweet es considerada una de las mejores adaptaciones de la obra de Chandler. Glenn Erickson escribió: «Murder, My Sweet sigue siendo la versión más pura de Chandler en el cine, incluso si ahora todo parece demasiado familiar.»
Alison Dalzell, escribiendo para la Sociedad de Cine de la Universidad de Edimburgo, señala:

De todas las adaptaciones de las novelas de Chandler, esta película es la que más se acerca a su estilo narrativo en primera persona y tiene la habilidad cinematográfica y la valentía de dirección para llevarla a cabo. Desde los años 40 se han realizado innumerables películas de misterio y neo-noir en Hollywood y en todo el mundo. Murder, My Sweet es lo que todas aspiran a ser.

Según los críticos de cine Ellen Keneshea y Carl Macek, la imagen toma la novela de Chandler y la transforma en una «película con un ambiente oscuro desconocido hasta el momento». Dmytryk pudo trascender los duros diálogos y las convenciones de las películas de misterio al crear una «visión cínica de la sociedad». Como tal, la película entra en el mundo del cine negro.
Cuando se estrenó la película, Bosley Crowther, el crítico de cine de The New York Times, apreció la adaptación de la novela de Chandler y elogió la actuación y el guion:

Prácticamente todos los papeles secundarios están excepcionalmente bien interpretados, en particular Mike Mazurki, el exluchador, como el brutal Moose Malloy; Otto Kruger como Jules Amthor, el insidioso charlatán-psicólogo y chantajista; Anne Shirley como una inocente entre la manada de lobos y Don Douglas como el teniente de policía. En resumen, Murder, My Sweet es un entretenimiento que acelera el pulso.

El personal de la revista Variety también elogió la película y escribió:

Murder, My Sweet, un tenso thriller sobre un detective privado enredado con una banda de chantajistas, es tan inteligente como apasionante [...] Las interpretaciones están a la altura de la producción. Dick Powell es una sorpresa como el cobre duro. La representación es potente y convincente. Claire Trevor es tan dramática como la mujer depredadora, con Anne Shirley en marcado contraste como la niña tranquila atrapado en el fuego cruzado.

La película obtuvo una ganancia de $597 000 dólares.

## Premios y nominaciones
Murder, My Sweet ganó cuatro premios Edgar en 1946 de la Asociación de Escritores de Misterio de Estados Unidos:
- Mejor película;
- John Paxton (guion);
- Raymond Chandler (autor);
- Dick Powell (actor).